# Paragon Software
Paragon Software Corporation fue una desarrolladora y distribuidora de videojuegos estadounidense con sede en Greensburg, Pensilvania. Fundada el 12 de diciembre de 1985 por Mark E. Seremet y Antony Davies, la empresa era más conocida por los juegos desarrollados en torno a licencias de Marvel Comics, incluyendo The Amazing Spider-Man and Captain America in Dr. Doom's Revenge!, y licencias del Game Designers' Workshop, como la serie "MegaTraveller". El 27 de julio de 1992, MicroProse anunció que habían adquirido Paragon Software y que, como resultado de ello, la empresa se fusionaría con MicroProse. La empresa tenía 19 empleados en ese momento. El juego final del estudio, XF5700 Mantis Experimental Fighter, fue lanzado bajo la marca MicroProse el 2 de septiembre de 1992.

## Videojuegos
| Año  | Título                                                            | Distribuidora(s)                  |
| ---- | ----------------------------------------------------------------- | --------------------------------- |
| 1986 | Master Ninja: Shadow Warrior of Death                             | Paragon Software                  |
| 1986 | Gemini-2                                                          | Paragon Software                  |
| 1987 | Alien Fires: 2199 AD                                              | Paragon Software                  |
| 1988 | War Hawk                                                          | Silverbird Software               |
| 1988 | Wizard Wars                                                       | Paragon Software                  |
| 1988 | Guardians of Infinity: To Save Kennedy                            | Paragon Software                  |
| 1989 | X-Men: Madness in Murderworld                                     | Paragon Software                  |
| 1989 | The Amazing Spider-Man and Captain America in Dr. Doom's Revenge! | Paragon Software, Empire Software |
| 1990 | Space: 1889                                                       | Paragon Software, Empire Software |
| 1990 | MegaTraveller 1: The Zhodani Conspiracy                           | Paragon Software, Empire Software |
| 1990 | The Amazing Spider-Man                                            | Paragon Software                  |
| 1990 | The Punisher                                                      | Paragon Software                  |
| 1991 | Millennium: Return to Earth                                       | Paragon Software, Empire Software |
| 1991 | Twilight: 2000                                                    | Paragon Software, Empire Software |
| 1991 | MegaTraveller 2: Quest for the Ancients                           | Paragon Software, Empire Software |
| 1991 | Troika                                                            | Paragon Software                  |
| 1991 | X-Men II: The Fall of the Mutants                                 | Paragon Software                  |
| 1992 | XF5700 Mantis Experimental Fighter                                | MicroProse                        |